# Oxyna obesa
Oxyna obesa är en tvåvingeart som beskrevs av Friedrich Hermann Loew 1862. Oxyna obesa ingår i släktet Oxyna och familjen borrflugor. Inga underarter finns listade i Catalogue of Life.